# Complexe sportif Dmitrov
Le Complexe sportif Dmitrov (en russe : Спортивный Комплекс Дмитров) est un complexe omnisports de Dmitrov en Russie. Il a été ouvert en 2003.
Il a accueilli le HK Dmitrov.